# Romeo (lớp tàu ngầm)
Tàu ngầm Đề án 633 (tiếng Nga: Проекта 633 - Proyekta 633) là một trong các lớp tàu ngầm điện-diesel được Liên Xô đóng trong những năm 1950. Tàu ngầm Đề án 633 nguyên mẫu được dựa theo tàu ngầm Kiểu XXI Elektroboot U-boat của Đức trong chiến tranh thế giới thứ hai. Liên Xô thu được vài chiếc Kiểu XXI, và từ đó họ có thể nắm được chìa khóa của những công nghệ mới. Những công nghệ được áp dụng để thiết kế các tàu ngầm Đề án 611 và tàu ngầm lớp tàu ngầm Đề án 613. Những cải tiến mới trong các công nghệ này được áp dụng trên tàu ngầm Đề án 633. NATO gọi loại tàu ngầm này là lớp Romeo.
Chỉ có 20 chiếc Đề án 633 được Liên Xô đóng trong 560 chiếc theo kế hoạch trong thời gian từ tháng 10 năm 1957 đến tháng 12 năm 1961 do việc loại tàu ngầm nguyên tử đã được giới thiệu cho hải quân Liên Xô.
Với tiêu chuẩn ngày nay tàu ngầm Đề án 633 đã bị cho là lỗi thời nhưng vẫn có giá trị trong việc huấn luyện thủy thủ và có thể dùng như một phương tiện giám sát (tuần tra).

## Hoạt động
Những lực lượng hải quân từng có Đề án 633 hoạt động hay vẫn hoạt động hiện nay:
- Nga hay Liên Xô từng có 20 chiếc Đề án 633 phục vụ trong hải quân. Hiện tại loại phương tiện này không còn được sử dụng nhưng vẫn có 1-2 chiếc hoạt động phục vụ cho việc huấn luyện.
- Trung Quốc có 81 chiếc Kiểu 33 (Đề án 633) được đóng trong suốt chiến tranh lạnh hầu hết đã bị tháo dỡ nhưng vẫn còn 31 chiếc hoạt động cầm chừng sử dụng cho việc huấn luyện.
- Cộng hòa dân chủ nhân dân Triều Tiên (Bắc Triều Tiên) có 22 chiếc Đề án 633 tất cả được đóng ở trong nước với các bộ phận nhập từ Trung Quốc. Các bộ phận được nhập chủ yếu thông qua bờ biển phía Tây.
- Bulgaria vẫn còn 1 chiếc Đề án 633 đang hoạt động, chính là một trong 4 chiếc cuối được Liên Xô mang xuất khẩu.
- Syria đã cho ra khỏi biên chế 3 chiếc Đề án 633 được nhập khẩu từ Liên Xô.
- Ai Cập vẫn còn 4 chiếc Đề án 633 nguyên mẫu còn hoạt động và được nâng cấp theo thiết kế của Trung Quốc.
- Algeria đã cho ra khỏi biên chế 2 chiếc Đề án 633 của mình.
- Myanmar có 2 chiếc hoạt động vào năm 1998.

## Tàu ngầm Đề án 633 của Trung Quốc
trong những năm 1950 dưới mối quan hệ của Nga-Trung và hiệp ước Mutual được ký kết, Liên Xô đã chuyển giao cho Trung Quốc (sau đó là Bắc Triều Tiên) các tài liệu cần thiết để đóng tàu ngầm Đề án 633 năm 1963. Một biến thể mà Trung Quốc đóng được biết dưới cái tên tàu ngầm Kiểu 33 Romeo. Có khoảng 81 chiếc Kiểu 33 được Trung Quốc đóng từ năm 1962 đến 1984 cộng với vài chiếc cho xuất khẩu. Kiểu 33 tích hợp một số cải tiến so với Đề án 633, trong đó có việc tiếng động gây ra bởi tàu giảm 20 dB. Bộ phận phát và bắt sóng âm của tàu được liên tục nâng cấp: bộ phận của Nga được thay thế bằng bộ phận của Trung Quốc (bộ phận sóng âm Kiểu 105), sau đó lại được thay bằng bộ phận sóng âm H/SQ2-262A được sản xuất bởi nhà máy Số 613. Một chiếc tàu ngầm Kiểu 33 được chỉnh sửa để có thể mang 6 tên lửa YJ-1 (CSS-N-4) SSM biến thể này được gọi là Kiểu 33G Wuhan. Hiện tại hầu hết Kiểu 33 loại này đều đưa ra khỏi biên chế chỉ còn một số chiếc còn hoạt động dùng để huấn luyện.
Vào những năm 1970, Viện thiết kế và phát triển tàu Wuhan của Trung Quốc (Viện thứ 701) đã cho đóng thử một loại tàu ngầm nâng cấp từ lớp vỏ của tàu Kiểu 33, với tên là Kiểu 35 Ming (Tàu ngầm lớp Minh). Kiểu 35 Ming có động cơ diesel-điện nâng cấp và vỏ tàu được tinh chỉnh cho nó mang tính thủy động học hơn để có tốc độ cao hơn khi lặn và gắn các thiết bị sóng âm tốt hơn H/SQ2-262 thay cho Kiểu 105 dùng trong tàu ngầm Kiểu 33. Tổng cộng có 21 chiếc lớp Ming được Trung Quốc đóng từ 1971 đến 2000 và có bốn loại được xem là biến thể của lớp Ming là ES5C, ES5D, ES5E và ES5F. Biến thể cuối cùng là ES5F có bộ phận sóng âm H/SQ2-262C chế tạo bởi nhà máy Số 613 thay thế cho H/SQ2-262 dùng trong Kiểu 33. Hiện tại có 17 chiếc tàu ngầm lớp Ming phục vụ trong hải quân Quân giải phóng Nhân dân Trung Quốc. Một trong số này đang được thử nghiệm động cơ đẩy không cần không khí mới.

## Tai nạn của lớp Đề án 633 và lớp Ming
- Vào ngày 11 tháng 1 năm 1962, một tàu ngầm lớp Foxtrot (B-37) của Liên Xô nổ tung do tất cả đầu đạn của các ngư lôi trên tàu phát nổ. Chiếc Đề án 633 gần đó (chiếc S-350) cũng bị hư hại nặng do vụ nổ. 11 người trên chiếc S-350 bị tử nạn.
- Ngày 16 tháng 4 năm 2003 tất cả 70 thủy thủ trên chiếc tàu ngầm lớp Ming (Số 361) đều bị tử nạn do không thể tắt được động cơ diesel khi lặn và nó đã rút hết oxy trên tàu dẫn đến tất cả những người trên tạu bị ngạt thở.